# Комуністична партія Індонезії
Комуністична партія Індонезії, КПІ (індонез. Partai Komunis Indonesia, PKI) — політична партія, яка існувала в Індонезії під різними назвами у 1920—1965 роках. В першій половині 1960-х років була найбільшою неправлячою компартією у світі.
Була створена в період нідерландської колонізації Індонезії, розгромлена і офіційно заборонена після спроби державного перевороту 30 вересня 1965 року, надалі певний час частина партійних структур діяла у підпіллі і в еміграції. В період президентства Сухарто колишні члени партії зазнали жорстких репресій і пониження в правах. З кінця 1990-х років відбувається поступове пом'якшення правових норм, які діють щодо екс-комуністів і членів їхніх родин, проте відтворення партії, як і будь-яких інших партій комуністичної спрямованості залишається забороненим.

## Попередники

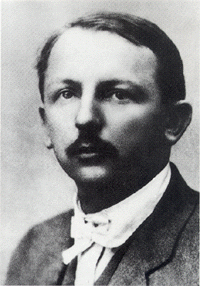
Хенк Сневліт

Першою організацією соціалістичного спрямування на території Індонезії (в той період — Голландської Ост-Індії) стала Індійська соціал-демократична асоціація, ІСДА (нід. Indische Sociaal-Democratische Vereeniging, ISDV), яка була створена у 1914 році голландським соціал-демократом Хенком Сневлітом (нід. Henk Sneevliet) і об'єднала декілька десятків членів нідерландських соціалістичних організацій, що проживали в колонії (як індонезійців, так і голландців). Спершу ІСДА підпорядковувалася Соціал-Демократичній робітничій партії Нідерландів, однак невдовзі за ініціативою останньої їй була надана повна організаційна самостійність. У 1915 році нею почав видаватися журнал «Хет вріє воорд» (нід. Het Vrije Woord — «Слова свободи») голландською мовою, у 1917 році — газета «Суара мердека» (індонез. Soeara Merdeka — «Голос свободи») індонезійською мовою. У 1917 році від ІСДА відокремилось помірне крило, яке створило самостійну Індійську Соціал-демократичну партію.
Керівництво ІСДА обстоювало революційні методи боротьби з наявним порядком і вбачало кінцевою метою розвиток незалежної Індонезії шляхом Радянської Росії. З голландських і тубільних солдатів і матросів, які підтримували ІСДА, була сформована «Червона Гвардія» чисельністю близько 3000 осіб. Наприкінці 1917 року солдати і матроси підняли повстання в Сурабаї, де знаходилась головна база голландського військово-морського флоту, і сформували ради. Голландська влада придушила повстання; керівники ІСДА, в тому числі Сневліт, були вислані до Голландії, лідери повсталих солдатів були засуджені до 40 років ув'язнення.
Тим часом, ІСДА уклало союз з рухом «Союз ісламу» (індонез. Sarekat Islama), багато членів цього руху, яких приваблювали ідеї Сневеліта, вступили до «Союзу народу» (індонез. Sarekat Rakjat) — угруповання всередині «Союзу ісламу», в якому переважали прибічники марксизму. ІСДА продовжила підпільну діяльність, почав видаватися новий друкований орган руху — «Голос народу» (індонез. Soeara Rakjat). Після уходу з ІСДА багатьох голландців і вступу до неї вихідців з «Союзу ісламу», індонезійці почали становити більшість у русі.

## Заснування і розвиток

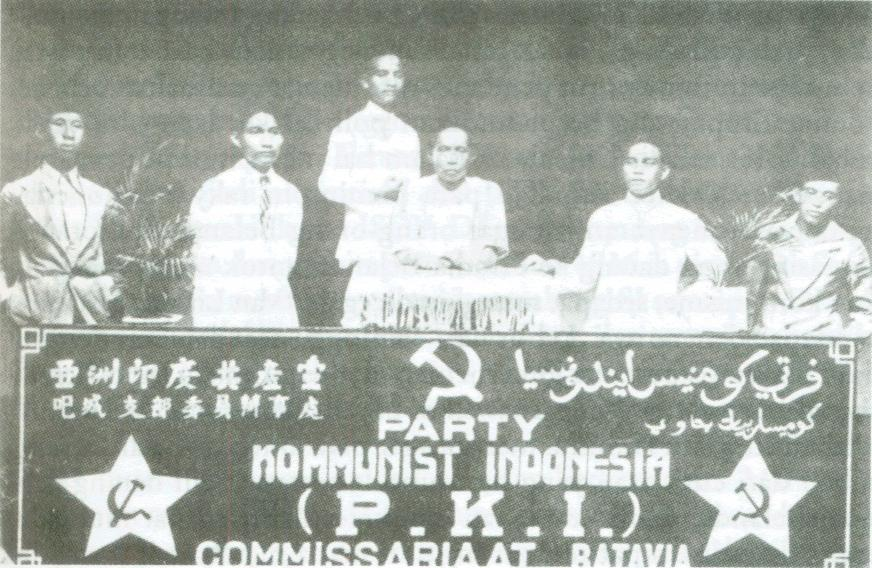
Мітинг Комуністичної партії Індонезії в Батавії (сучасна Джакарта), 1925 рік

23 травня 1920 року на з'їзді ІСДА в Семаранзі було ухвалене рішення про перейменування руху на Індійську комуністичну асоціацію (індонез. Perserikatan Komunis di Hindia, PKH). Головою був обраний Семаун, віце-головою — Дарсонсо. Голландці обійняли посади секретаря і скарбничого, а також три з п'яти місць в центральному комітеті, попри те, що складали меншість в партії. Того ж року партія вступила до Комінтерну, ставши першою азійською партією — секцією III Інтернаціоналу. На II з'їзді Комінтерну КПІ представляв Сневліт.
На шостому конгресі «Союзу Ісламу» у 1921 році Сневліту висунули вимогу припинити вербування членів партії до PKH. Аґус Салім, організаційний секретар «Союзу Ісламу», запропонував заборонити для членів цієї партії членство в інших партіях. Незважаючи на заперечення з боку Тана Малака і Семауна, ця пропозиція була прийнята, що змусило комуністів змінити тактику. Водночас «Союз Ісламу» ухвалив рішення дистанціюватися від комуністів і зосередитися на релігійній і націоналістичній пропаганді.
В кінці 1921 року Семаун вирушив до СРСР для вивчення досвіду організації профспілок. В травні 1922 року він повернувся і розпочав роботу з об'єднання індонезійських профспілок у єдину організацію. 22 вересня така організація була створена, вона отримала назву Спілка індійських організацій праці (індонез. Persatuan Vakbonded Hindia).
На п'ятому конгресі Комінтерну у 1924 році були підкреслено, що «пріоритетною задачею для комуністичних партій є отримання контролю над профспілками», без цього перемога революції неможлива. Керівництво PKH ухвалило рішення посилити пропаганду ідей партії серед членів профспілок, підвищити дисципліну в партійних лавах і вимагати проголошення Радянської республіки Індонезія. Того ж року назва партій була змінена на «Комуністична партія Індонезії» (індонез. Partai Komunis Indonesia, PKI).

## Заколот 1926 року
В травні 1925 року на пленарній сесії Центрального комітету Комінтерну індонезійські комуністи отримали вказівку сформувати антиімперіалістичний фронт з місцевими націоналістичними організаціями, але екстремісти на чолі з Аліміном і Муссо вимагали негайного початку революції з метою скинення голландського колоніального панування. На конференції в Прамбанані (Центральна Яка) профспілки, які перебували під контролем комуністів, вирішили, що революція повинна початися страйком залізничників, який слугуватиме сигналом для загального страйку і революційного повстання.
Згідно з планом, революція мала розпочатися в Падангу, але голландські сили безпеки на початку 1926 року арештували членів КПІ, які у глибокому підпіллі готували повстання. В результаті розколу серед лідерів партії, повстання було недостатньо добре сплановано. Тан Малака, який на той час працював представником Комінтерну у Східній Азії і Австралії, не був згодний з планом повстання, частково тому, що КПІ, як він вважав, користувалася недостатньою підтримкою мас. Внаслідок цих протиріч в червні 1926 року революція була підкладена.
Однак, відбулись стихійні виступи в Батавії (нині Джакарта), Падангу, Бантамі і Сурабаї. В Батавії заколот був придушений протягом одно-двох днів, протягом декількох наступних тижнів революційні виступи зазнали поразки по всій країні. В результаті поразки революції 13000 осіб було заарештовано, 4500 ув'язнено, 1308 інтерновано і 823 вислано в Дігул (Західна Нова Гвінея), декілька загинули під час арешту. Велика кількість активістів інших партій була заарештована колоніальною владою під приводом боротьби з комуністичним рухом. У 1927 році КПІ була оголошена голландською владою поза законом. Партія продовжувала підпільну боротьбу проти голландців, а пізніше — проти японців, й до японської окупації Індонезії великої ролі в політичному житті країни не відігравала.

## Повоєнне відродження, кінець 1940-х років
Перший час після розгрому КПІ у неї фактично не було лідерів — керівництво партії перебувало в ув'язненні. У 1935 році лідер партії Мановара Муссо повернувся з Москви, де перебував у вигнанні, до Індонезії для реорганізації комуністичного підпілля. Партія відновила роботу серед членів профспілок, а також почала роботу в Голландії у середовищі індонезійських студентів-членів націоналістичної організації індонез. Perhimpunan Indonesia. Невдовзі ця організація опинилася під контролем КПІ.
У роки японської окупації Індонезії КПІ брала участь в антияпонській боротьбі, а після капітуляції Японії відновила свій вплив на індонезійській політичні сцені. Вона брала активну участь у боротьбі за незалежність Індонезії від Нідерландів. Багато підрозділів індонезійської перебували під впливом партії. Незважаючи на те, що сили КПІ відігравали свою роль в боротьбі проти Нідерландів, президент Сукарно був стурбований зростанням впливу комуністів, що врешті загрожувало його позиціям. Крім того, зростання впливу КПІ хвилював багатьох індонезійських правих, а також іноземні держави, зокрема США. Таким чином, відносини індонезійських комуністів з іншими силами, що боролися проти голландського колоніального панування, були напруженими.
Член Політбюро ЦК компартії Амір Шаріфуддін обіймав посади міністра оборони (1945—1947), міністра інформації (1945—1946) і прем'єр-міністра (1947).
В травні 1946 року новий уряд сформувала коаліція Konsentrasi National, до якої входили Соціалістична партія, Народна молодь, Комуністична партія Індонезії, Мурба, Партія праці Індонезії та інші масові організації. В жовтні того ж року уряд був розширений, до нової урядової коаліції Sajap Kiri, яка обстоювала Лінгаджатську угоду з урядом Нідерландів, увійшли Соціалістична партія, Комуністична партія Індонезії, Народна молодь і Партія праці Індонезії. В лютому 1984 року КПІ, Соціалістична партія і Партія праці Індонезії утворили об'єднаний Народно-демократичний фронт (індонез. Front Demokrasi Rakjat, FDR), невдовзі ця організація стала молодіжною секцією компартії. 11 серпня 1948 року Мусоо повернувся до Джакарти з СРСР, де провів 12 років. Політбюро КПІ було реорганізовано, до нього включені Айдіт Діпа Нусантара, М. Х. Лукман і Ньото.
Після підписання Ренвільської угоди багато підрозділів індонезійської республіканської армії повернулося в зони голландсько-індонезійського конфлікту. Це дало правим упевненість, що їм вдасться протистояти загонам КПІ. Партизанським загонам і народній міліції, які перебували під впливом КПІ, було наказано саморозпуститися. В Мадіуні прихильники КПІ відмовилися роззброїтися і були вбиті у вересні 1948 року, що викликало повстання в місті. Мадіунські події були використані як привід для репресій проти компартії. Представники військових кіл заявили, що комуністи планували скинути президента Сукарно і проголосити Радянську республіку Індонезія на чолі з Муссо (як президентом) і Аміром Шаріфуддіном (як прем'єр-міністром), хоча керівництво КПІ засуджувало заворушення в Мадіуні і закликало до миру. Повстання було придушене урядовими військами, 30 вересня Мадіун був взятий силами дивізії Сіліванги. На компартію були спрямовані репресії, декілька тисяч її членів були вбиті, 36 000 засуджені до ув'язнення. Серед страчених були й лідери партії — зокрема, Муссо, який, вчинивши озброєний спротив, був убитий 31 жовтня. Айдіт і Лукман вкрилися у Китайській Народній Республіці. Після Мадіунського повстання КПІ не була заборонена і продовжила свою діяльність, вже за рік розпочалася реконструкція партії.

## 1950-ті роки
У 1950 році партія відновила видання своїх друкованих органів — Harian Rakyat (Народна газета) і Bintang Merah (Червона зірка). Під впливом Діпи Айдіта, КПІ вирішила перейти до націоналістичних позицій, підтримуючи антиколоніальну і антизахідну політику президента Сукарно. У Айдіта було багато прибічників, серед них — лідери партії Судісман, Лукман, Ньото і Сакірман. За керівництва Айдіта чисельність партії почала швидко зростати: у 1950 році в парті було 35 000 членів, у 1954 — 165 000, у 1959 — 1,5 мільйонів.
У 1951 році партія організувала низку страйків в Медані і Джакарті, які були невдовзі придушені, керівництво партії на короткий час пішло у підпілля. 31 березня 1951 року Комуністична партія Індонезії увійшла до складу Консультативної групи політичних партій.
Перед парламентськими виборами 1955 року партія схвалила сукарнівський план «скеровуваної демократії» і пізніше активно підтримувала Сукарно. На виборах КПІ отримала 6 176 914 голосів (16 %), зайнявши третє місце. Того ж року відбулися вибори до Установчих зборів, на них компартія отримала 6 232 512 голосів (16, 47 %) і 80 місць, зайнявши четверте місце серед політичних партій країни.
В липні 1957 року офіс компартії в Джакарті був закиданий гранатами. Того ж місяця партія перемогла на муніципальних виборах. У вересні того ж року ісламістська партія Машумі висунула вимогу заборонити КПІ. 3 грудня 1957 року профспілки, що перебували під впливом КПІ, почали перебирати на себе контроль над підприємствами, які належали голландцям, з метою їх наступної націоналізації. Боротьба з іноземними капіталістами дала компартії можливість дистанціюватися від Національної партії і проводити власну політику.
В лютому 1958 року проамериканські сили організували спробу перевороту, в якій взяли участь частини збройних сил і праві лідери. Заколотники, взявши під свій контроль Суматру і Сулавесі, 15 лютого проголосили створення Революційного уряду Республіки Індонезії (індонез. Pemerintah Revolusioner Republik Indonesia). За рішенням цього уряду були негайно заарештовані тисячі членів КПІ, тому компартія підтримала всі заходи Сукарно щодо придушення постання, в тому числі оголошення воєнного стану. Врешті повстання було придушене.
В серпні 1959 року військові намагалися завадити проведенню чергового з'їзду КПІ, однак, з'їзд був проведений, як було заплановано. У 1960 році Сукарно проголосив лозунг «Насаком» — єдність дій прихильників націоналізму (індонез. Nasionalisme), ісламізму (індонез. Agama — релігія) і комунізму (індонез. Komunisme). КПІ вітала прояву цього лозунгу, вбачаючи у ньому передумови для створення фронту, який об'єднає всі основні сили на індонезійській політичній сцені.

## 1960-ті роки
Незважаючи на те, що КПІ підтримувала Сукарно, по багатьом питанням у неї була своя позиція. В березні 1960 року партія засудила антидемократичний проект бюджету, запропонований Сукарно. 8 липня у Harian Rakjat з'явилася стаття з критикою уряду. Після цього лідери КПІ були заарештовані армією, але невдовзі їх випустили за наказом Сукарно. З початку 1960-х років в керівництві КПІ почали проявлятися значні тенденції маоїзму. Керівництво КПІ підтримало президента Індонезії Сукарно і його курс на зближення з КНР.

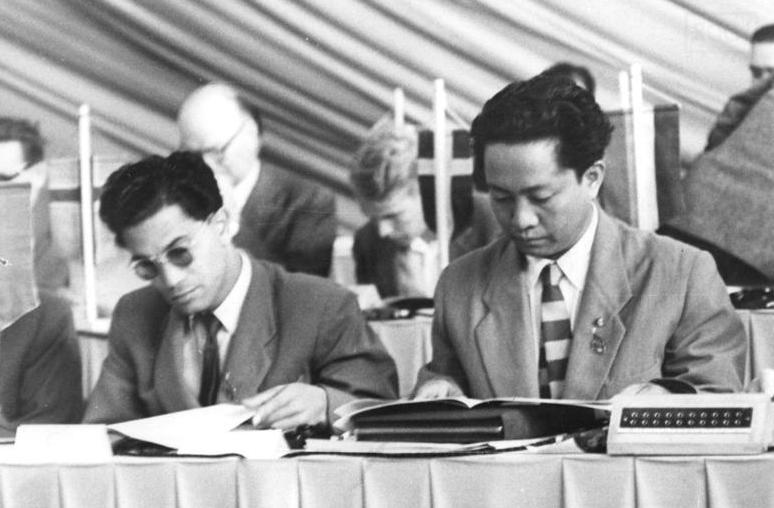
Діпа Айдіт (праворуч) і Реванг на п'ятому з'їзді СЄПН. Берлін, 11 липня 1958 року

Коли у англійської колоніальної влади з'явилася ідея створення Федерації Малайзії, КПІ і Комуністична партії Малайї спільно засудили її.
Підтримка народу і 3 мільйони членів у 1965 році робили партію найбільшою неправлячою компартією у світі, за чисельністю вона поступалася лише КПРС і КПК. Партія мала міцну підтримку в різних масових організаціях, таких як Всеіндонезійська центральна організація праці (індонез. Sentral Organisasi Buruh Seluruh Indonesia, SOBSI), Народна молодь (пол. Pemuda Rakyat), Рух жінок Індонезії (індонез. Gerakan Wanita Indonesia, GERWANI), Селянський фронт Індонезії (індонез. Barisan Tani Indonesia, BTI), Ліга діячів культури (індонез. Lembaga Kebudayaan Rakyat, LEKRA) і Асоціація науковців Індонезії (індонез. Himpunan Sarjana Indonesia).
В березні 1962 року представники КПІ увійшли до складу уряду, Айдіт і Ньото були призначені міністрами-консультантами без портфеля. В квітні був проведений з'їзд партії. У 1963 році уряди Малайзії, Індонезії і Філіппін вели перемовини щодо створення конфедерації Мафіліндо, ідея якої була запропонована філіппінським президентом Діосадао Макапагалом. КПІ не підтримала ідею створення Мафіліндо, а також не підтримала створення Федерації Малайзії. Бойові загони КПІ проникли на територію Малайзії для боротьби з британськими і австралійськими військами. В основному вони діяли на острові Борнео. Деякі загони були закинуті в Малайю, але більшість з них після прибуття було розбито.
В січні 1964 року за пропозицією КПІ була почата конфіскація майна, що належало британським компаніям і Індонезії. В середині 1960-х років Державний департамент США оцінив чисельність індонезійської компартії приблизно у 2 мільйони осіб (3,8 % населення країни, що працювало).

## Розгром КПІ і масові вбивства
Сукарно балансував між КПІ, військовими, націоналістами й ісламістами. Зростання впливу компартії непокоїло США та інші антикомуністичні сили Заходу. Політична та економічна ситуація була вкрай нестабільною: щорічна інфляція перевищила 600 відсотків, рівень життя індонезійців різко впав.
У грудні 1964 року Чаерул Салех, член партії Мурба (заснованої колишнім лідером КПІ Таном Малака), заявив, що комуністи готують державний переворот. У відповідь КПІ зажадала від президента Сукарно заборонити Мурбу, на початку 1965 року ця вимога була задоволена. В умовах індонезійсько-малайзійського протистояння, компартія говорила про «озброєний народ», вимагаючи організації народного ополчення. Велика частина армії виступала проти цього, Сукарно зберігав нейтралітет. В липні близько 2000 членів компартії почали військове навчання поблизу авіабази Халім. 8 вересня демонстранти-комуністи почали дводенну облогу консульства США у Сурабаї. 14 вересня Айдіт закликав членів партії до пильності. 30 вересня Pemuda Rakjat і Gerwani організували масову демонстрацію в Джакарті проти інфляції і кризи.

## З'їзди партії
- 1-й з'їзд — травень 1920, Семаранг;
- 2-й з'їзд — червень 1924, Джакарта;
- 3-й з'їзд — грудень 1924, Котагеде (поблизу Джок'якарти);
- 4-й з'їзд — січень 1947, Соло;
- 5-й з'їзд — березень 1954, Джакарта;
- 6-й з'їзд — вересень 1959, Джакарта;
- 7-й з'їзд — квітень 1962, Джакарта.